# Pune Warriors India
Die Pune Warriors India waren ein Cricketteam, welches Pune in der Indian Premier League von 2011–2013 repräsentierte. Das Team spielte zusammen mit den Kochi Tuskers Kerala  ab der Indian Premier League 2011 als neues Franchise in der IPL. Das Heimatstadion war das DY Patil Stadium, ab der Saison 2012 wurde ins Maharashtra Cricket Association Stadium gewechselt.

## Gründung
Am 21. März 2010 wurde bekannt, dass die Sahara Adventure Sports Limited den Zuschlag für die Rechte an einem Pune-Franchise gewonnen hatten. Das Franchise war das teuerste Franchise der Indian Premier League mit ₹19 Milliarden (rund 250 Millionen Euro).

## Saison 2011
Als neues Team in der Saison hatte das Franchise keine Spieler, daher mussten sie viele Spieler während der IPL-Auktion am 9. Januar 2010 für das neue Team verpflichten. Sie nahmen namhafte internationale Spieler wie Yuvraj Singh, Robin Uthappa, Jesse Ryder und Angelo Mathews unter Vertrag. Das Team beendete die Saison in der Vorrunde und landete auf dem 9. von 10 Plätzen. Von den 14 Spielen gewannen sie 4 , 9 verloren sie und 1 No Result.

## Ausscheiden aus der IPL
Wegen Unstimmigkeiten mit der BCCI über die annual fees und zu schlechter Leistung wurde das Franchise aufgelöst.

## Abschneiden in der IPL
| Jahr | Spiele | Siege | Niederlagen | No Result | Endplatzierung (Vorrunde) |
| ---- | ------ | ----- | ----------- | --------- | ------------------------- |
| 2011 | 14     | 4     | 9           | 1         | Vorrunde (9/10)           |
| 2012 | 16     | 4     | 12          | 0         | Vorrunde (9/9)            |
| 2013 | 16     | 4     | 12          | 0         | Vorrunde (8/9)            |